# 강민구 (법조인)
강민구(姜玟求, 1958년 ~)는 창원지방법원장, 부산지방법원장 등을 역임한 법조인이다.

## 생애
1958년 경상북도 구미시에서 태어난 강민구는 용산고등학교와 서울대학교 법학과를 졸업하고 1982년 제24회 사법시험 합격했다. 
제14기 사법연수원과 군 복무(육군사관학교 교수)를 마치고 1988년 서울지방법원 의정부지원 판사에 임용되어 서울지방법원 동부지원, 마산지방법원 진주지원, 서울지방법원, 서울고등법원에서 판사를 하다가 법원도서관 조사심의관을 거쳐 2000년에 대구지방법원 판사에 임명되어 수원지방법원 성남지원, 서울중앙지방법원, 대전고등법원, 서울고등법원에서 부장판사를 하다가 2014년 2월에 법원장으로 승진하였다. 
창원지방법원에서 1년동안 법원장을 하면서 제39대 경상남도선거관리위원회 위원장을 겸직하다가 2015년 2월에 부산지방법원으로 전보하여 제37대 부산광역시선거관리위원회 위원장과 법원장직을 2년간 겸직하였다. 공직사회에서 IT 혁신가로 알려졌던 강민구는 2016년 4월에는 대법원 사법정보화발전 위원회 위원장을 맡았으며 2017년 2월 서울고등법원 부장판사로 재판에 복귀하였으나 2017년 2월부터 1년동안 법원도서관장으로 재직하다가 2018년 2월에 서울고등법원 부장판사로 복귀하였다.
지금까지 활동 전반은 아래 기사에 가장 충실하게 소개되어 있다.
월간조선 인터뷰 2017.5.월호
줌업/‘법원의 IT 혁신가’ 강민구 법원도서관장
http://m.monthly.chosun.com/client/news/viw.asp?nNewsNumb=201705100054

## 주요 판결
- 서울고등법원 민사합의9부 재판장으로 재직하던 2014년 2월 20일에 1961년 구로수출산업공업단지를 조성하며 구로동 일대 30만여평의 땅을 강제 수용하면서 강제로 내쫓긴 농민들이 1967년 법원에 소송을 내 1심에서 승소하고, 항소심에서 패소했으나 대법원에서 원고승소 취지로 파기환송되었으나 농민들이 소를 취하한 가운데 2008년 진실과 화해를 위한 과거사 정리위원회가 '공권력을 남용한 것'이라고 결정하면서 백모씨 등 291명이 국가를 상대로 낸 소유권이전등기 청구소송 파기환송심에서 원고 일부승소 판결하면서 "국가는 원고들에게 지연이자를 포함하여 1100억원을 배상하라"고 했다[1]